# Der Weg
Der Weg is een nummer van de Duitse zanger Herbert Grönemeyer. Het nummer verscheen op zijn album Mensch uit 2002. Op 11 november van dat jaar werd het uitgebracht als de tweede single van dat album.
In 2005 werd het nummer onder de titel De weg in het Nederlands gecoverd door Guus Meeuwis, op zijn album Wijzer. Op 26 september van dat jaar werd deze versie uitgebracht als de eerste single van het album.

## Achtergrond
Het nummer wordt vanwege het thema (de dood) veel tijdens uitvaarten gespeeld. In de tekst neemt de zanger afscheid van een naaste die op het punt staat om te overlijden, of net is overleden. Hij wil daarbij de werkelijkheid nog niet onder ogen zien (Ich kann nicht mehr sehen / Trau' nicht mehr meinen Augen) en haalt veel dierbare herinneringen aan de overledene op.
Het nummer is hiermee een ode aan zowel de vrouw van Grönemeyer, actrice Anna Henkel, als aan zijn broer Wilhelm, die in november 1998 binnen een aantal dagen allebei overleden aan de gevolgen van kanker. Het gehele album Mensch staat in het teken van deze tragische gebeurtenissen in Grönemeyers privéleven. Dit zorgde ervoor dat Grönemeyer zijn persoonlijke drama's kon verwerken. Zo is de B-kant van "Der Weg", "Blick zurück" genaamd, letterlijk een terugblik.
Na de single "Mensch", die de eerste nummer 1-hit voor Grönemeyer werd in zijn thuisland, was "Der Weg" de tweede hit van het album, die de twaalfde plaats in Duitsland bereikte. Ook in de rest van het Duitse taalgebied was het nummer succesvol, met een veertiende plaats in Oostenrijk en een 35e positie in Zwitserland.

## Versie Guus Meeuwis
Het nummer werd in 2005 naar het Nederlands vertaald door sportverslaggever en tekstschrijver Leo Driessen en opgenomen door Guus Meeuwis. Deze versie, "De weg" genaamd, verscheen in 2005 op Meeuwis' album Wijzer. Deze versie van het nummer werd twee weken voor de release van het album uitgebracht op single en bereikte de zevende plaats in de Nederlandse Top 40, terwijl het in de Single Top 100 een positie lager piekte.
Een live-uitvoering van de cover van Meeuwis in de Heineken Music Hall werd in 2006 uitgebracht als B-kant (CD-Maxi) van de single Jouw hand. De studio-opname van dit nummer werd in 2010 tevens uitgebracht op het verzamelalbum Het beste van Guus Meeuwis. In 2013 werd het nummer bovendien uitgebracht op het Q-Music compilatiealbum Het beste uit de Q Music Top 500 van de 00's.
Guus Meeuwis brengt het nummer live slechts sporadisch ten gehore. Het nummer stond onder andere op de setlist van zijn concert in de Heineken Music Hall (Amsterdam) in 2005 en van zijn concert in de Royal Albert Hall (Londen) in 2015.
Tijdens The Passion 2015 werd het nummer gezongen door Shirma Rouse, die de rol van Maria vertolkte. In juni 2021 bracht het Nederlands-Duitse koppel Laura van den Elzen en Mark Hofmann op YouTube een duet-versie uit van Der Weg/De weg, waarbij beide versies werden vermengd.
Het stond in 2020 op de achttiende plek van de jaarlijkse muzieklijst DELA Uitvaart Top 100, met de meest gedraaide nummers tijdens uitvaarten in Nederland. In 2018 en 2019 stond het nummer in diezelfde lijst nog op de negende plek. In 2020 was het nummer vooral populair in het crematorium van Hilvarenbeek, met een vierde plaats in de lokale top 5 en in 2019 in het 'crematorium Midden-Limburg' in Baexem, met eveneens een vierde plaats in de lokale top 5.

## Hitnoteringen

### Herbert Grönemeyer

#### NPO Radio 2 Top 2000
| Nummer met noteringen in de NPO Radio 2 Top 2000 | '05 | '06 | '07 | '08 | '09 | '10 | '11 | '12 | '13 | '14 | '15 | '16 | '17 | '18 | '19 | '20 | '21 | '22 | '23 | '24 |
| ------------------------------------------------ | --- | --- | --- | --- | --- | --- | --- | --- | --- | --- | --- | --- | --- | --- | --- | --- | --- | --- | --- | --- |
| Der Weg                                          | 591 | 389 | 243 | 577 | 360 | 356 | 354 | 271 | 279 | 313 | 341 | 519 | 539 | 706 | 667 | 653 | 652 | 668 | 730 | 697 |

1. ↑  Een vetgedrukt getal geeft de hoogste notering aan.
2. ↑  2005 was het eerste jaar met een notering voor dit nummer.

### Guus Meeuwis

#### Nederlandse Top 40
| Hitnotering: 08-10-2005 t/m 17-12-2005 | Hitnotering: 08-10-2005 t/m 17-12-2005 | Hitnotering: 08-10-2005 t/m 17-12-2005 | Hitnotering: 08-10-2005 t/m 17-12-2005 | Hitnotering: 08-10-2005 t/m 17-12-2005 | Hitnotering: 08-10-2005 t/m 17-12-2005 | Hitnotering: 08-10-2005 t/m 17-12-2005 | Hitnotering: 08-10-2005 t/m 17-12-2005 | Hitnotering: 08-10-2005 t/m 17-12-2005 | Hitnotering: 08-10-2005 t/m 17-12-2005 | Hitnotering: 08-10-2005 t/m 17-12-2005 | Hitnotering: 08-10-2005 t/m 17-12-2005 | Hitnotering: 08-10-2005 t/m 17-12-2005 |
| Week                                   | 1                                      | 2                                      | 3                                      | 4                                      | 5                                      | 6                                      | 7                                      | 8                                      | 9                                      | 10                                     | 11                                     |                                        |
| -------------------------------------- | -------------------------------------- | -------------------------------------- | -------------------------------------- | -------------------------------------- | -------------------------------------- | -------------------------------------- | -------------------------------------- | -------------------------------------- | -------------------------------------- | -------------------------------------- | -------------------------------------- | -------------------------------------- |
| Nummer                                 | 18                                     | 14                                     | 8                                      | 8                                      | 7                                      | 12                                     | 22                                     | 23                                     | 25                                     | 26                                     | 33                                     | uit                                    |

#### NederlandseSingle Top 100
| Hitnotering: 01-10-2005 t/m 28-01-2006 | Hitnotering: 01-10-2005 t/m 28-01-2006 | Hitnotering: 01-10-2005 t/m 28-01-2006 | Hitnotering: 01-10-2005 t/m 28-01-2006 | Hitnotering: 01-10-2005 t/m 28-01-2006 | Hitnotering: 01-10-2005 t/m 28-01-2006 | Hitnotering: 01-10-2005 t/m 28-01-2006 | Hitnotering: 01-10-2005 t/m 28-01-2006 | Hitnotering: 01-10-2005 t/m 28-01-2006 | Hitnotering: 01-10-2005 t/m 28-01-2006 | Hitnotering: 01-10-2005 t/m 28-01-2006 | Hitnotering: 01-10-2005 t/m 28-01-2006 | Hitnotering: 01-10-2005 t/m 28-01-2006 | Hitnotering: 01-10-2005 t/m 28-01-2006 | Hitnotering: 01-10-2005 t/m 28-01-2006 | Hitnotering: 01-10-2005 t/m 28-01-2006 | Hitnotering: 01-10-2005 t/m 28-01-2006 | Hitnotering: 01-10-2005 t/m 28-01-2006 | Hitnotering: 01-10-2005 t/m 28-01-2006 | Hitnotering: 01-10-2005 t/m 28-01-2006 |
| Week                                   | 1                                      | 2                                      | 3                                      | 4                                      | 5                                      | 6                                      | 7                                      | 8                                      | 9                                      | 10                                     | 11                                     | 12                                     | 13                                     | 14                                     | 15                                     | 16                                     | 17                                     | 18                                     |                                        |
| -------------------------------------- | -------------------------------------- | -------------------------------------- | -------------------------------------- | -------------------------------------- | -------------------------------------- | -------------------------------------- | -------------------------------------- | -------------------------------------- | -------------------------------------- | -------------------------------------- | -------------------------------------- | -------------------------------------- | -------------------------------------- | -------------------------------------- | -------------------------------------- | -------------------------------------- | -------------------------------------- | -------------------------------------- | -------------------------------------- |
| Positie                                | 10                                     | 12                                     | 12                                     | 11                                     | 8                                      | 11                                     | 13                                     | 15                                     | 22                                     | 22                                     | 26                                     | 35                                     | 33                                     | 36                                     | 34                                     | 44                                     | 47                                     | 68                                     | uit                                    |

#### NPO Radio 2 Top 2000
| Nummer met noteringen in de NPO Radio 2 Top 2000 | '07 | '08 | '09 | '10  | '11 | '12 | '13 | '14 | '15 | '16  | '17  | '18  | '19  | '20  | '21  | '22  | '23  | '24  |
| ------------------------------------------------ | --- | --- | --- | ---- | --- | --- | --- | --- | --- | ---- | ---- | ---- | ---- | ---- | ---- | ---- | ---- | ---- |
| De weg                                           | 777 | -   | 981 | 1048 | 898 | 690 | 800 | 849 | 759 | 1091 | 1232 | 1189 | 1250 | 1280 | 1272 | 1412 | 1367 | 1359 |

1. ↑  Een '-' betekent dat het nummer niet was genoteerd en een vetgedrukt getal geeft de hoogste notering aan.
2. ↑  2007 was het eerste jaar met een notering voor dit nummer.